# Supercopa de San Marino 2024
La Supercopa de San Marino 2024 fue la XII edición del torneo. Se disputó a un único partido el 28 de agosto de 2024 en el Estadio Olímpico de San Marino.
Esta edición de la Supercopa enfrentó el campeón de Liga de la temporada 2023/24, Virtus y el La Fiorita, campeón de la Copa Titano de la misma temporada.
Virtus se impuso por 1-0 a la La Fiorita adjudicándose el título por segunda vez.

## Participantes
|  | Virtus     |  |  | Campeón del Campeonato Sanmarinense (2023-24) |
|  | La Fiorita |  |  | Campeón de la Copa Titano (2023-24)           |

## Final
| 28 de agosto de 2024, 20:45 | Virtus            | 1:0 (0:0) | La Fiorita | Estadio Olímpico, Serravalle                              |                                                           |
|                             | Loris Tortori 59' | Reporte   |            | Asistencia: 323 espectadores Árbitro(s): Michele Beltrano | Asistencia: 323 espectadores Árbitro(s): Michele Beltrano |

### Campeón
| Campeón Supercopa de San Marino 2024 |
| ------------------------------------ |
| Virtus 2º título                     |